# Dasing
Dasing – miejscowość i gmina w Niemczech, w kraju związkowym Bawaria, w rejencji Szwabia, w regionie Augsburg, w powiecie Aichach-Friedberg, siedziba wspólnoty administracyjnej Dasing. Leży około 10 km na południowy zachód od Aichach, nad rzeką Paar, przy autostradzie A8, drodze B300 i linii kolejowej Paartalbahn: Ingolstadt-Augsburg.
W gminie znajduje się stacja kolejowa Dasing.

## Dzielnice
- Dasing
- Laimering
- Rieden
- Taiting
- Wessiszell
- Ziegelbach

## Demografia
| Rok  | Liczba mieszk. |
| ---- | -------------- |
| 1970 | 3 036          |
| 1987 | 4 173          |
| 2000 | 5 054          |
| 2005 | 5 399          |

## Polityka
Wójtem gminy jest Erich Nagl, poprzednio urząd ten obejmował Lorenz Arnold, rada gminy składa się 20 z osób.
|      | CSU | SPD | FW | Zieloni/PWG/UWG | UWG | Aktive Bürger | Razem |
| 2008 | 8   | -   | 7  | -               | -   | 5             | 20    |
| 2002 | 8   | 1   | 6  | 2               | 3   | -             | 20    |

## Współpraca
Miejscowości partnerskie:
- Kammern im Liesingtal, Austria
- Siedlce, Polska od 26 lipca 1998[3]. Kontakty z gminą Dasing opierają się na współpracy na płaszczyźnie kultury i edukacji. Realizowany jest szeroki program wymiany młodzieży.